# Nitzanim
Nitzanim (en hébreu : נִצָּנִים) est un kibboutz du sud d'Israël situé entre Ashkelon et Ashdod sur les dunes de Nitzanim. En 2006, la population était de 343.

## Histoire
Le kibboutz Nitzanim a été fondé par le Fonds national juif en 1942. Les premiers résidents étaient des nouveaux immigrants, certains d'entre eux étaient des survivants de l'Holocauste. Le kibboutz a accueilli plus tard de nouveaux immigrants venant de Pologne et Roumanie.
Le kibboutz a été bombardé et capturé par l'armée égyptienne durant la guerre israélo-arabe de 1948-1949 lors de la bataille de Nitzanim. Sur 141 habitants de Nitzanim, 37 furent tués et beaucoup d'entre eux furent capturés comme prisonniers de guerre.